# Töröksíp
A töröksíp a 17–18. századi Magyarországon használt kettős nádnyelves fúvós hangszer. A kuruc korban és később tábori, ceremoniális hangszerként, nagydobbal együtt tánckísérő, szórakoztatózenei hangszerként is használták. Írásos emlékekben a töröksíp név mellett gyakran szerepel tárogató, tárogató síp néven.

## Felépítése
A hangszernek mindössze egy tucatnyi múzeumi példánya ismeretes, ezek java része a Magyar Nemzeti Múzeumban van. Nem egyformák, csupán lényeges vonásaikban egyeznek, készítésük technikai színvonala nagyjából megfelel a 17–18. századi fafúvós hangszerekének, schalmeiekének. A töröksíp ugyanakkor a korabeli kettős nádnyelves hangszereknek a nyugati schalmeiektől eltérő típusát képviseli, a perzsa–arab–török zurna egy változata. Ennek megkülönböztető jegyei a felső részen hengeres vagy közel hengeres furat, a széles, lyuggatott tölcsér, az ajaktámasz, a hangszer furatába felülről benyúló elforgatható favilla, a nyugati oboaféléktől eltérő nádfúvóka.

### A fúvóka
A töröksíp kettős nádnyelves fúvókája rövidebb, mint a mai oboáké, felépítése is más. Nem két egymásra borított, összeerősített kemény nádnyelv, hanem a rozsszárból készült síphoz hasonlóan egyetlen puhább, összelapított nádcsődarabkából áll. Részben emiatt is a töröksíp és a hozzá hasonló keleti oboafélék hangja fémesebb, erősebb, mint a mai nyugati oboáké. A kettős nádnyelves fúvóka alatt támasztókorong, piruett van, amely fúvás közben az ajkak megtámasztására szolgál.

### A villás csap
A hangszer üregének felső végébe egy 10–11 cm hosszú, elforgatható villás csap illeszkedik. A villa úgy van kialakítva, hogy két ága között szabadon tud áramlani a levegő. A villa többféle akusztikai szerepet is betölt. Egyrészt fokozatossá teszi az átmenetet a fúvóka szűk ürege és a hangszertest tágabb furata között, másrészt a villa elforgatásával a felső három hangképző nyílás hangolható, sőt teljesen el is tömíthető. Ez utóbbi megoldással a hangszert „egykezessé”, tehát lóháton is használhatóvá lehet változtatni.

### A test
A töröksíp teste szilva-, cseresznye- vagy jávorfából készül. Hossza 30–40 cm, furata legtöbbször hengeres, ritkábban enyhén kónikus, széles tölcsérben végződik. A hangszer sajátossága, hogy a tölcsér lyuggatott, legtöbbször 7, a hangképző nyílásokkal megegyező méretű lyuk van rajta. A hangszer testén legtöbbször hét, néha csak hat elülső, egy vonalban álló hangképző nyílás, a legfelső lyukkal szemben a hátoldalon egy hüvelyklyuk található.
A hangszertest felső végén kb. 2 cm-es toldalék látszik, ez a belső villaszerű csap folytatása. Az ezen lévő furatba 6–8 cm hosszú, felfelé szűkülő rézcsövecske illeszkedik, ennek végére húzták, kötözték cérnával a kettős nádnyelvet, ehhez csatlakozik a 2–3 cm átmérőjű ajaktámasz.

## Használata
A mai oboától eltérően a töröksíp megszólaltatásakor a fúvóka nádnyelvei nem az ajkak közé szorítva, hanem teljes egészükben a szájüregben vannak. A szájban tartalékolt nagy nyomású levegő bizonyos értelemben a duda tömlőjének szerepét tölti be, körlégzés alkalmazásával folyamatos, megszakítatlan fúvást tesz lehetővé. Ezt a játékmódot segíti elő az ajaktámasz vagy piruett, ami a hangszer felső részéből kiálló, a nádfúvóka rögzítésére szolgáló rézcsövecskén található.
A töröksíp teste – a többi nádnyelves hangszerhez hasonlóan – akusztikai értelemben egyik végén zárt csőként viselkedik. Cilindrikus vagy közel cilindrikus furata – például a kónikus furatú oboával ellentétben – nem teszi lehetővé az oktávátfúvást, a hangszernek csak az alaphangsora használható, ami azt eredményezi, hogy a hangterjedelme a hangképző nyílások számától függően egy oktáv, vagy annál csak néhány hanggal több.

## Története

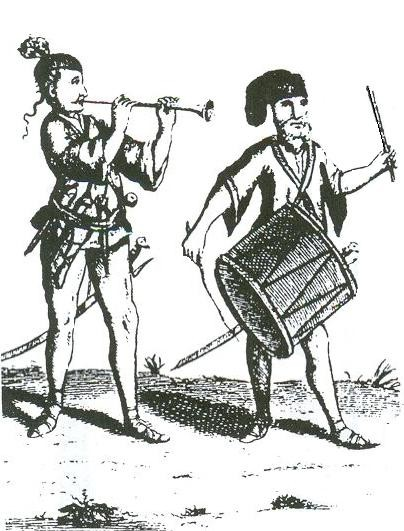
Töröksíp dobbal

A tárogató szóról a legkorábbi ismert írásos emlék 1533-ból való, a töröksíp elnevezés először a 17. század végén bukkan fel, leggyakrabban a 18. század elején említik. Ábrázolásai a 18. századból ismeretesek.
Feltehető, hogy valamiféle kettős nádnyelves fúvós hangszert a magyarok már a honfoglalás korában is ismertek, de erre semmilyen konkrét adat nincsen. Az, hogy a tárogató hangszernév történelmileg megelőzi a töröksíp hangszernevet, önmagában nem jelent semmit, a középkorban a tárogató a fúvós hangszerek összefoglaló neve lehetett.

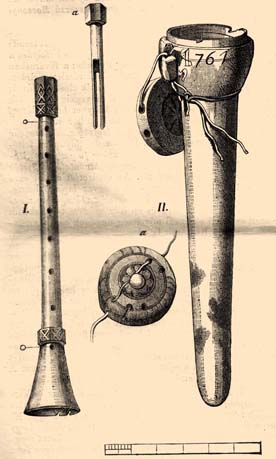
Egy történelmi ábrázolás, amely bemutatja a töröksip eredeti formáját

A zeneszerszám a 17-18. században kétségkívül a törökök révén jött divatba, a töröksíp hangszernév is ekkor honosodott meg Magyarországon. A kuruc korban egy részük egyenesen a törököktől származott, ismert például Thököly Imre egy 1691-ben keltezett levele, melyben megbízást ad töröksípok beszerzésére Konstantinápolyból.
A töröksíp, a tárogató fogalma főképp a kurucokkal kapcsolódik össze. Erős, átható hangja miatt hadi jeladó zeneszerszámnak használták, de nem csak Magyarországon és nem csak kuruc táborokban, hanem másutt is.  Egyéb szabadtéri eseményeken, ünnepi felvonulásokon, lakodalmi és temetési menetben is fújták, és a 17–18. század fordulóján az asztali muzsikálásnak, a korabeli szórakoztatózenének is kedvelt hangszere volt. Jellemző nagydobbal együtt való szerepeltetése, az ilyen együttest például a Székelyföldön, de ugyanúgy a Balkánon, a törököknél, araboknál is tánc kíséretéhez használták. E műfaj művelői mindenütt hivatásos zenészek, legtöbbször cigányzenészek voltak. A töröksíp neve délkeleten zurna vagy zurla.
A 18. század vége felé a töröksíp-tárogatónak a szórakozásban, a tánczenében betöltött szerepe háttérbe szorult, hangja a változó zenei ízlésnek már egyre kevésbé felelt meg. Az 1790-es években azonban reprezentáló, ceremoniális, ünnepi használata újra általánossá vált, ekkortól kezd a hangszer megszólaltatása tudatosan archaizáló, hazafias jelentéseket hordozni. Kultusza, részben népi tradícióval elvegyülve – igaz, szórványosan – egészen a 19. század restauráló mozgalmáig, a modern tárogató létrejöttéig életben maradt. A régi töröksíp-tárogató legutoljára a 19. század végén volt használatban egy-két toronyőr kezében.